# فيليب بيرد
فيليب بيرد (بالإنجليزية: Philip Beard)‏ (1963)؛ روائي أمريكي. درس في جامعة بيتسبرغ.